# Danijel Ljuboja
Danijel Ljuboja - em sérvio, Данијел Љубоја - (Vinkovci, 4 de setembro de 1978) é um ex-futebolista sérvio nascido na atual Croácia. Atuava como atacante, sendo seu ultimo clube o RC Lens.

## Carreira
Ljuboja atuou maior parte da carreira na França, tendo destaque para o Strasbourg e PSG. Após uma rápida passagem no Nice, transferiu-se para o futebol polonês, ganhando o campeonato nacional.
Ljuboja estreou em jogos de seleções em partida contra o Azerbaijão pelas eliminatórias à Eurocopa 2004. O jogo, realizado na cidade montenegrina de Podgorica, ocorreu em 10 de fevereiro de 2003. Curiosamente, a estreia de Ljuboja foi exatamente na primeira partida da Sérvia e Montenegro,[carece de fontes?] seis dias após esse nome ser adotado em substituição à República Federal da Iugoslávia. Ljuboja representou a seleção servo-montenegrina na Copa do Mundo de 2006, atuando nas duas primeiras partidas, suficientes para eliminar antecipadamente a equipe. Após a Copa, jogou por mais duas vezes por seu país, nas duas primeiras partidas da história da nova seleção da Sérvia.
Encerrou a carreira aos 36 anos de idade pelo RC Lens na Ligue 1.